# Postbank N.V.

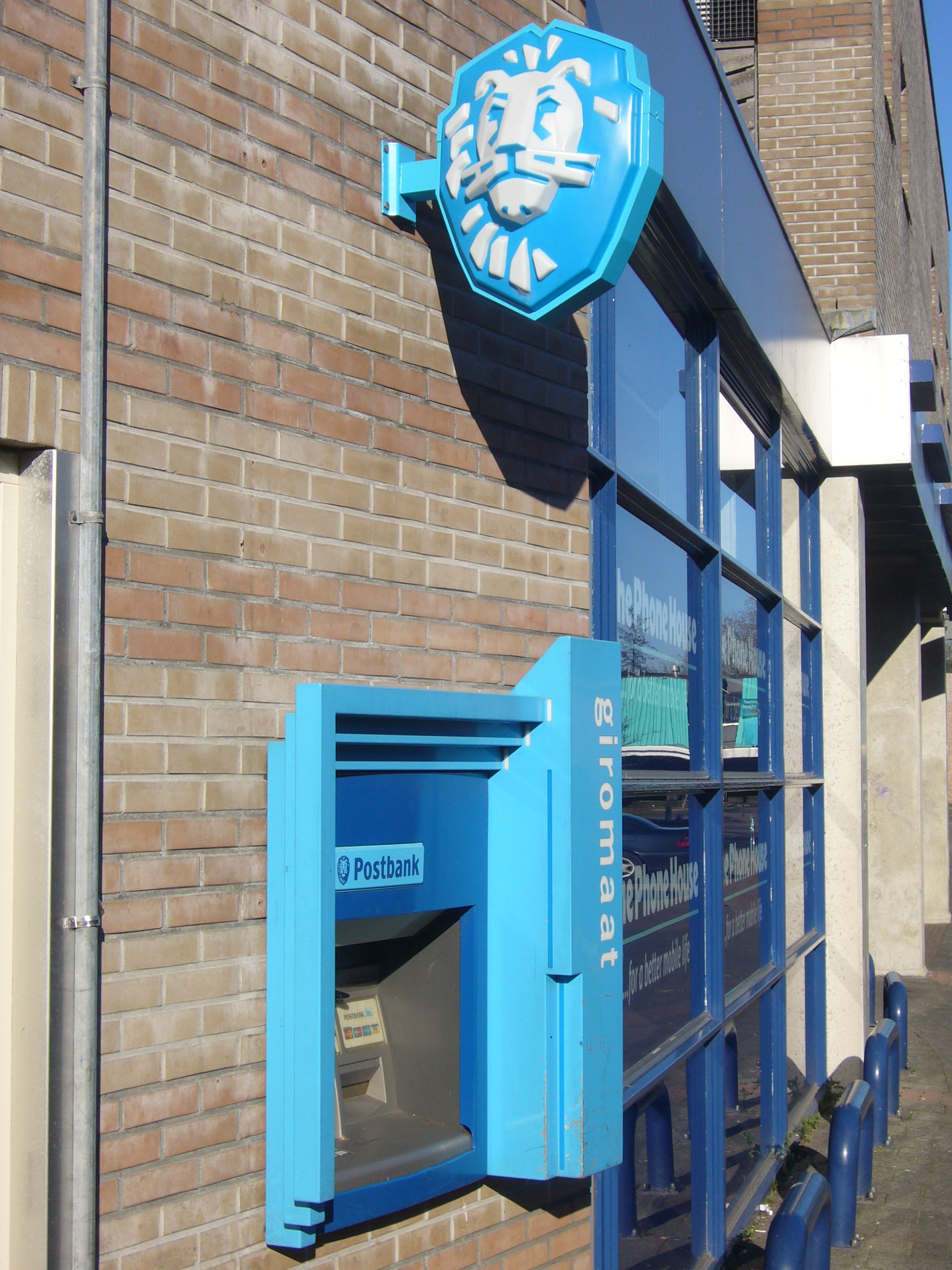
Geldautomaat van de Postbank in Sneek, 2008

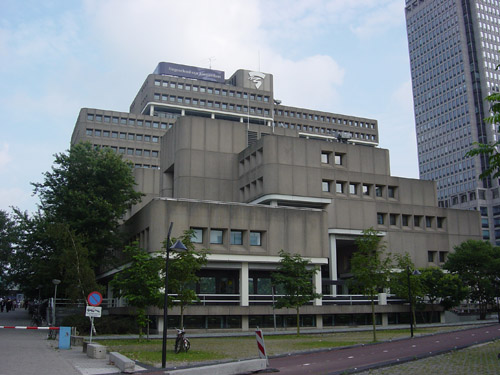
Leeuwenburg, het voormalig administratiekantoor van de Postbank N.V. bij het Amstelstation in Amsterdam

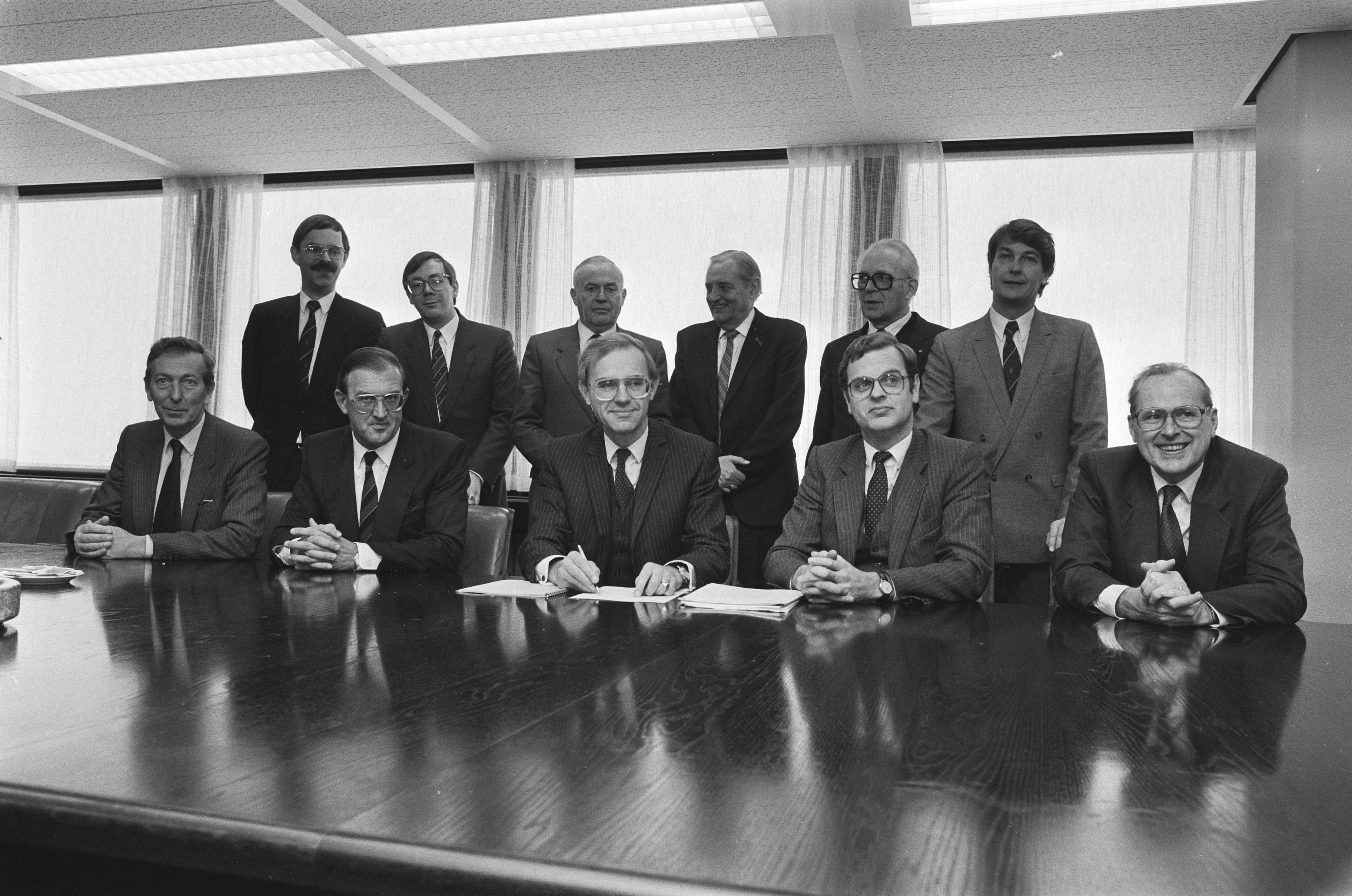
Minister Ruding (midden zittend) tekende in Rotterdam de oprichtingsakte van de Postbank

Postbank N.V. was een financiële instelling in Nederland, in 1986 ontstaan uit de Postgiro en de RPS. De bank is op 10 februari 2009 samengegaan met ING Bank, waarbij voor beide banken de naam van het moederbedrijf ING werd geïntroduceerd. De Postbank en de ING Bank waren al sinds 1991 allebei onderdeel van de ING groep. De Postbank had ten tijde van de samensmelting ruim 7,5 miljoen rekeninghouders, en was daarmee een van de grootste banken van Nederland. Na de samenvoeging heeft de ING 9,2 miljoen klanten. In februari 2009 was de naam 'Postbank' volledig uit het straatbeeld verdwenen en waren de rekeningafschriften en betaalpassen niet langer 'giroblauw', maar ING-oranje.
Het spaaronderdeel van het bedrijf begon in 1881 als spaarbank onder de vleugels van de overheid en heette destijds Rijkspostspaarbank. De totstandkoming van Postbank N.V. per 1 januari 1986 is geregeld in de Postbankwet. Deze wet is ingetrokken per 1 januari 2014, dus ruim na samenvoeging met ING Bank, omdat de wet was uitgewerkt.

## Geschiedenis
| Jaar | Gebeurtenis |
| ---- | --- |
| 1881 | Overheid richt de RijksPostSpaarbank (RPS) op om het sparen onder brede lagen van de bevolking te stimuleren. |
| 1914 | Oprichting van de Algemeene Nederlandsche Centrale Middenstandsbank (de Algemeene Centrale), op 19 september 1914. De Algemeene Centrale verstrekte kredieten aan de middenstand, niet rechtstreeks aan bedrijven, maar via bij haar aangesloten banken (Middenstandscredietbanken, Spaar- en Voorschotbanken en Coöperatieve Middenstandsverenigingen). |
| 1917 | Oprichting van de Gemeentegiro Amsterdam. Het eerste girale betalingssysteem in Nederland. |
| 1918 | Oprichting van de Postcheque- en Girodienst (PCGD). Hiermee ontstaat het eerste landelijke girale betalingssysteem. De administratie wordt op de postkantoren gevoerd. RPS en PCGD zijn aparte instellingen die vallen onder het Staatsbedrijf der PTT. |
| 1923 | Centralisatie van de administratie van de Postgiro met behulp van ponskaartenapparatuur. De giro begon op 24 augustus op de nieuwe manier te werken. Er ontstonden echter enorme problemen, zodat de gehele dienst op 4 oktober gesloten moest worden. |
| 1924 | Nadat de stand van de rekeningen (o.a. aan de hand van opgaven van rekeninghouders) gereconstrueerd was, werd de giro op 1 oktober heropend. De administratie werd handmatig, maar wel centraal in Den Haag, gevoerd. |
| 1927 | Oprichting van de Nederlandsche Middenstandsbank (NMB), een fusie van de Algemeene Nederlandsche Centrale Middenstandsbank, de Hanzebanken, de BOAZ-banken en de Middenstandsbank voor Limburg. Drijvende kracht achter deze fusie was de Regeerings-commissie inzake het Middenstandscrediet, met als voorzitter mr.dr. Anton van Doorninck. De gang van zaken in het middenstandsbankwezen was desastreus, in die tijd gingen meerdere banken failliet door de situatie in de markt, maar met name door mismanagement. De commissie Van Doorninck onderzocht een reorganisatie en ging ervan uit dat er één centrale instelling voor middenstandskredieten moest komen, aansluitend op de bestaande instellingen. De concurrentie tussen de verschillende instellingen werd als een van de belangrijkste oorzaken van de problemen gezien. |
| 1955 | Wegens gebrek aan personeel wordt bij de giro een rekeningenstop voor particulieren ingesteld. |
| 1956 | Een tweede girokantoor wordt geopend in Arnhem. In 1957 kan de rekeningenstop weer worden opgeheven. |
| 1956 | De NMB neemt de Noord-Friesche Middenstandsbank N.V. over. Oprichting van financieringsbedrijf Nederlandsche Middenstands Financieringsbank N.V. |
| 1961 | De Postgiro neemt de eerste proef met de inschakeling van computers voor de automatisering van de overschrijvingen. Gekozen wordt voor de IBM-1401. Tijdens de omschakeling bestaat van 1961 tot 1963 opnieuw een rekeningenstop. De automatisering wordt in 1965 afgerond, waarbij het aantal personeelsleden ongeveer wordt gehalveerd. Door de automatisering wordt een enorme groei van het girale betalingsverkeer mogelijk. Een belangrijke stimulans is de mogelijkheid dat werkgevers magneetbanden met salarisoverschrijvingen aanleveren waardoor het loonzakje overbodig wordt. De Postgiro krijgt concurrentie van de algemene banken, spaarbanken en boerenleenbanken die het ook mogelijk maken betaalrekeningen te openen. |
| 1961 | De NMB neemt de Stichtsche Boaz-Bank N.V. over. Oprichting van de Nederlandsche Middenstands Financierings Maatschappij voor Bedrijfsobjecten N.V. (MOB, investeringen in onroerend goed). |
| 1963 | Introductie van de kascheque, waarmee bij een postkantoor geld kan worden opgenomen zonder dat daar het rekeningsaldo bekend is. |
| 1966 | De NMB neemt de Verenigde Bank Bedrijven (fusiebank van de Zuidhollandse Bank en de Crediet en Effectenbank) over. |
| 1968 | Naast sparen bij de RPS met een spaarbankboekje wordt girosparen (sparen bij de RPS via de girorekening) geïntroduceerd. |
| 1969 | Introductie van het eerste gegarandeerde betaalmiddel in Nederland: de girobetaalkaart, vanaf 1970 ook te gebruiken in het buitenland. |
| 1975 | Postgiro introduceert 'Giroblauw past bij jou'. In de bijbehorende reclamespotjes treedt John Cleese op. |
| 1979 | Postgiro neemt de Gemeentegiro Amsterdam over. |
| 1980 | Op afrekeningen verdwijnen in december de namen PTT en Postcheque- en Girodienst, en verschijnen de termen postrekening, postgiro en rijkspostspaarbank. |
| 1986 | Postgiro en RPS vormen samen de geprivatiseerde Postbank. |
| 1986 | De Postbank introduceert elektronisch bankieren voor particulieren. Dit product heet Girotel. |
| 1989 | Fusie tussen de Postbank en de NMB tot NMB Postbank Groep: Postbank houdt eigen gezicht en gaat ook in effecten bemiddelen. |
| 1991 | Fusie tussen de NMB Postbank Groep en Nationale-Nederlanden tot de ING Groep; ING is wereldwijd actief en biedt een compleet assortiment financiële producten en diensten via diverse distributiekanalen. |
| 1992 | Naamsverandering van NMB in ING Bank. |
| 1994 | Afschaffing kascheque. |
| 2002 | Afschaffing girobetaalkaart. |
| 2007 | De ING Groep maakt bekend dat in 2009 Postbank N.V. en ING Bank N.V. worden samengevoegd tot ING. Het depositogarantiestelsel zal dan voor het geheel gelden, en niet meer apart voor twee banken. Ook de handelsnaam Postbank zal verdwijnen. |
| 2009 | Postbank houdt op te bestaan en gaat samen met de ING Bank verder als ING. Voor deze combinatie werd een korte periode intern de werknaam NWE-Bank gehanteerd. De samenvoeging vindt geleidelijk plaats in een aantal zogenaamde waves. De eerste wave is op 10 februari 2009 voor de particuliere relaties van de Postbank, de particuliere relaties van de ING Bank volgen hier spoedig op. De zakelijke relaties volgen pas veel later. |

### Samengaan met de ING Bank
- De girorekening werd betaalrekening.
- Het 'giroblauw' maakte plaats voor 'ING-oranje'.
- De giropas en de Chippas (chipknip van de Postbank) werden geïntegreerd tot één betaalpas.
- De Girofoon werd Saldolijn.

## Tijdlijn
|                  |                  | voorloper  | voorloper  | voorloper      | voorloper      | voorloper      | voorloper                | voorloper                | (onderdeel van) PTT      | (onderdeel van) PTT      | (onderdeel van) PTT      | (onderdeel van) PTT      | (onderdeel van) PTT      | (onderdeel van) PTT      | (onderdeel van) PTT      | (onderdeel van) PTT      | (onderdeel van) PTT      | (onderdeel van) PTT | (onderdeel van) PTT | (onderdeel van) PTT | (onderdeel van) PTT | (onderdeel van) PTT | verzelfstandigd/geprivatiseerd bedrijf | verzelfstandigd/geprivatiseerd bedrijf | verzelfstandigd/geprivatiseerd bedrijf | verzelfstandigd/geprivatiseerd bedrijf | verzelfstandigd/geprivatiseerd bedrijf | verzelfstandigd/geprivatiseerd bedrijf | verzelfstandigd/geprivatiseerd bedrijf | verzelfstandigd/geprivatiseerd bedrijf | verzelfstandigd/geprivatiseerd bedrijf | verzelfstandigd/geprivatiseerd bedrijf | verzelfstandigd/geprivatiseerd bedrijf | verzelfstandigd/geprivatiseerd bedrijf | verzelfstandigd/geprivatiseerd bedrijf | verzelfstandigd/geprivatiseerd bedrijf | verzelfstandigd/geprivatiseerd bedrijf | verzelfstandigd/geprivatiseerd bedrijf | verzelfstandigd/geprivatiseerd bedrijf | verzelfstandigd/geprivatiseerd bedrijf |
|                  |                  |            |            |                |                |                |                          |                          |                          |                          |                          |                          |                          |                          |                          |                          |                          |                     |                     |                     |                     |                     |                                        |                                        |                                        |                                        |                                        |                                        |                                        |                                        |                                        |                                        |                                        |                                        |                                        |                                        |                                        |                                        |                                        |                                        |
| Telefonie        | Telefonie        |            |            | Rijkstelegraaf | Rijkstelegraaf | Rijkstelegraaf | Rijkstelegraaf           | Rijkstelegraaf           | APT                      | APT                      | P&T                      | P&T                      | P&T                      | P&T                      | PTT                      | PTT                      | PTT                      | PTT                 | PTT                 | PTT                 | PTT                 | PTT                 | KPN (PTT Telecom, PTT Post)            | KPN (PTT Telecom, PTT Post)            | KPN (PTT Telecom, PTT Post)            | Koninklijke KPN                        | Koninklijke KPN                        | Koninklijke KPN                        | Koninklijke KPN                        | Koninklijke KPN                        | Koninklijke KPN                        | Koninklijke KPN                        | Koninklijke KPN                        | Koninklijke KPN                        | Koninklijke KPN                        | Koninklijke KPN                        | Koninklijke KPN                        | Koninklijke KPN                        | Koninklijke KPN                        | Koninklijke KPN                        |
| Koeriersdiensten | Koeriersdiensten | Posterijen | Posterijen | Posterijen     | Posterijen     | Posterijen     | Posterijen               | Posterijen               | APT                      | APT                      | P&T                      | P&T                      | P&T                      | P&T                      | PTT                      | PTT                      | PTT                      | PTT                 | PTT                 | PTT                 | PTT                 | PTT                 | KPN (PTT Telecom, PTT Post)            | KPN (PTT Telecom, PTT Post)            | KPN (PTT Telecom, PTT Post)            | TPG                                    | TPG                                    | TPG                                    | TPG                                    | TPG                                    | TPG                                    | TNT                                    | TNT                                    | TNT                                    | TNT                                    | TNT Express                            | TNT Express                            | TNT Express                            | (FedEx)                                | (FedEx)                                |
| Post(pakketten)  | Post(pakketten)  | Posterijen | Posterijen | Posterijen     | Posterijen     | Posterijen     | Posterijen               | Posterijen               | APT                      | APT                      | P&T                      | P&T                      | P&T                      | P&T                      | PTT                      | PTT                      | PTT                      | PTT                 | PTT                 | PTT                 | PTT                 | PTT                 | KPN (PTT Telecom, PTT Post)            | KPN (PTT Telecom, PTT Post)            | KPN (PTT Telecom, PTT Post)            | (PTT Post)                             | (PTT Post)                             | (PTT Post)                             | (TPG Post)                             | (TPG Post)                             | (TPG Post)                             | (TNT Post)                             | (TNT Post)                             | (TNT Post)                             | (TNT Post)                             | Koninklijke PostNL                     | Koninklijke PostNL                     | Koninklijke PostNL                     | Koninklijke PostNL                     | Koninklijke PostNL                     |
| Spaarbank        | Spaarbank        |            |            |                |                |                | Rijkspostspaarbank (RPS) | Rijkspostspaarbank (RPS) | Rijkspostspaarbank (RPS) | Rijkspostspaarbank (RPS) | Rijkspostspaarbank (RPS) | Rijkspostspaarbank (RPS) | Rijkspostspaarbank (RPS) | Rijkspostspaarbank (RPS) | Rijkspostspaarbank (RPS) | Rijkspostspaarbank (RPS) | Rijkspostspaarbank (RPS) | Postgiro /RPS       | Postgiro /RPS       | Postgiro /RPS       | Postbank            | Postbank            | Postbank                               | Postbank                               | Postbank                               | Postbank                               | Postbank                               | Postbank                               | Postbank                               | Postbank                               | Postbank                               | Postbank                               | Postbank                               | ING                                    | ING                                    | ING                                    | ING                                    | ING                                    | ING                                    | ING                                    |
| Bank             | Bank             |            |            |                |                |                |                          | PCGD (Postgiro)          | PCGD (Postgiro)          | PCGD (Postgiro)          | PCGD (Postgiro)          | PCGD (Postgiro)          |                          |                          |                          |                          |                          | Postgiro /RPS       | Postgiro /RPS       | Postgiro /RPS       | Postbank            | Postbank            | Postbank                               | Postbank                               | Postbank                               | Postbank                               | Postbank                               | Postbank                               | Postbank                               | Postbank                               | Postbank                               | Postbank                               | Postbank                               | ING                                    | ING                                    | ING                                    | ING                                    | ING                                    | ING                                    | ING                                    |
|                  |                  |            |            |                |                |                |                          |                          |                          |                          |                          |                          |                          |                          |                          |                          |                          |                     |                     |                     |                     |                     |                                        |                                        |                                        |                                        |                                        |                                        |                                        |                                        |                                        |                                        |                                        |                                        |                                        |                                        |                                        |                                        |                                        |                                        |
|                  | 1799             | 1799       | 1852       | 1852           |                | 1881           | 1881                     | 1893                     | 1893                     | 1915                     | 1915                     | 1918                     | 1918                     | 1928                     | 1928                     |                          | 1977                     | 1977                |                     | 1986                | 1986                | 1989                | 1989                                   |                                        | 1998                                   | 1998                                   |                                        | 2002                                   | 2002                                   |                                        | 2006                                   | 2006                                   | 2009                                   | 2009                                   | 2011                                   | 2011                                   |                                        | 2016                                   | 2016                                   |                                        |

## Cijfers
- Postbank telde voor de samenwerking met ING 2600 eigen giromaten (geldautomaten) en 175 kantoren.[1]

## Reclamespotjes
In reclamespotjes van de Postbank traden o.a. op: Koos Postema, Van Kooten en De Bie, John Cleese, André van Duin, Jan Mulder en Anouk.

## Rente
Voor de automatisering in de jaren '60 werd de rente van de Rijkspostspaarbank per halve maand berekend. Om de berekening niet te moeilijk te maken was het percentage een heel veelvoud van 0,24. Lange tijd was zij bijvoorbeeld 2,64%. De rente werd in de maand november bijgeschreven. Daarvoor werd een groot aantal werkstudenten ingehuurd.
Debetrente voor particuliere girorekeningen werd pas toegestaan en ingevoerd bij overgang van Postgiro naar Postbank, begin 1986. Voor 1986 was "ongeoorloofde debetstand" beperkt mogelijk en leidde tot "administratiekosten" (fl. 0,50, i.p.v. debetrente).